# Падалищка река
Падалищката река (на македонска литературна норма: Падалишка Река) е река северозападната част на Република Северна Македония, югоизточно от град Гостивар. Извира от планината Буковик под името Нива река, преминава покрай село Падалище и се влива в река Лакавица близо до Сърбиново.